# Grader

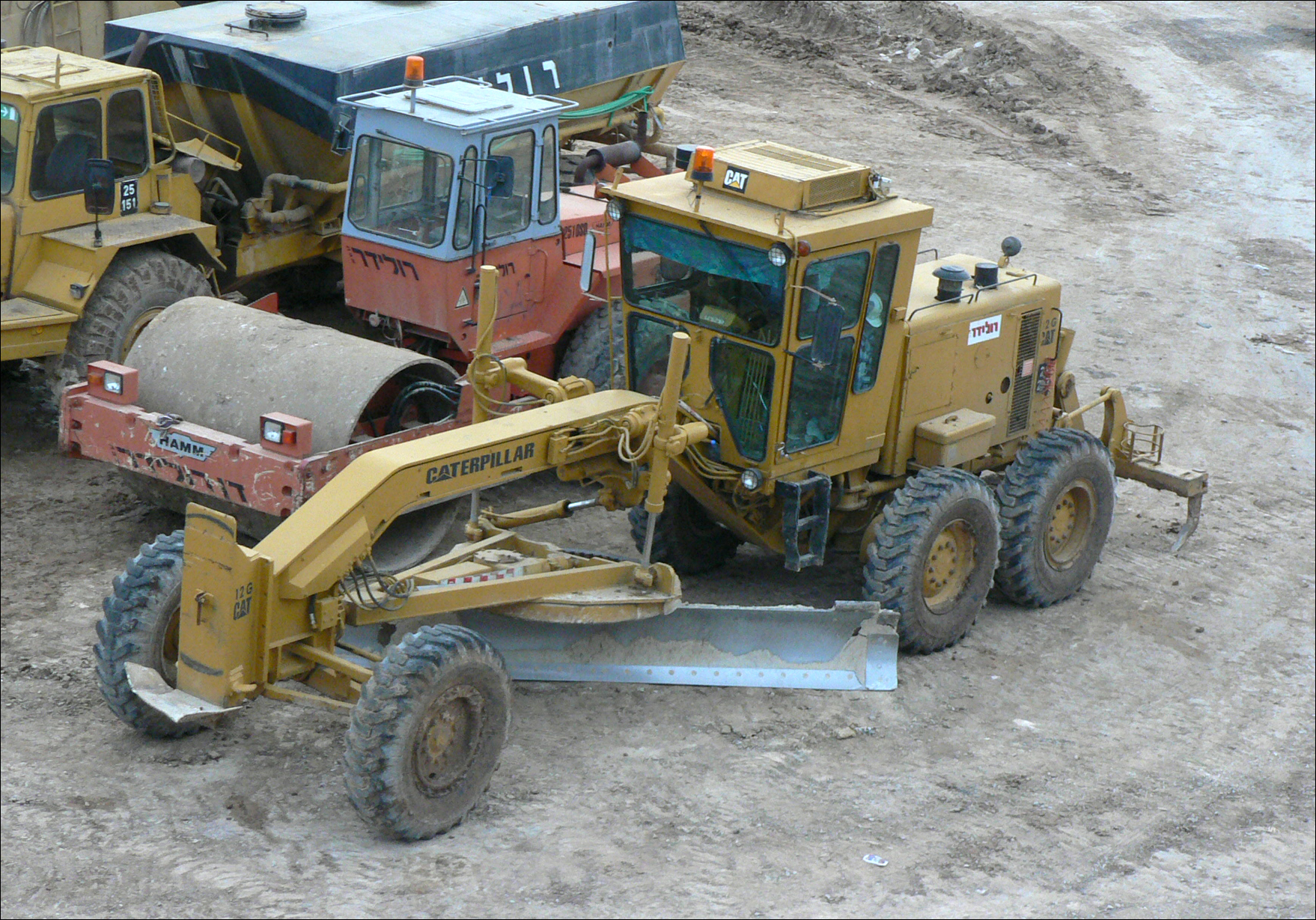
CAT G12 grader.

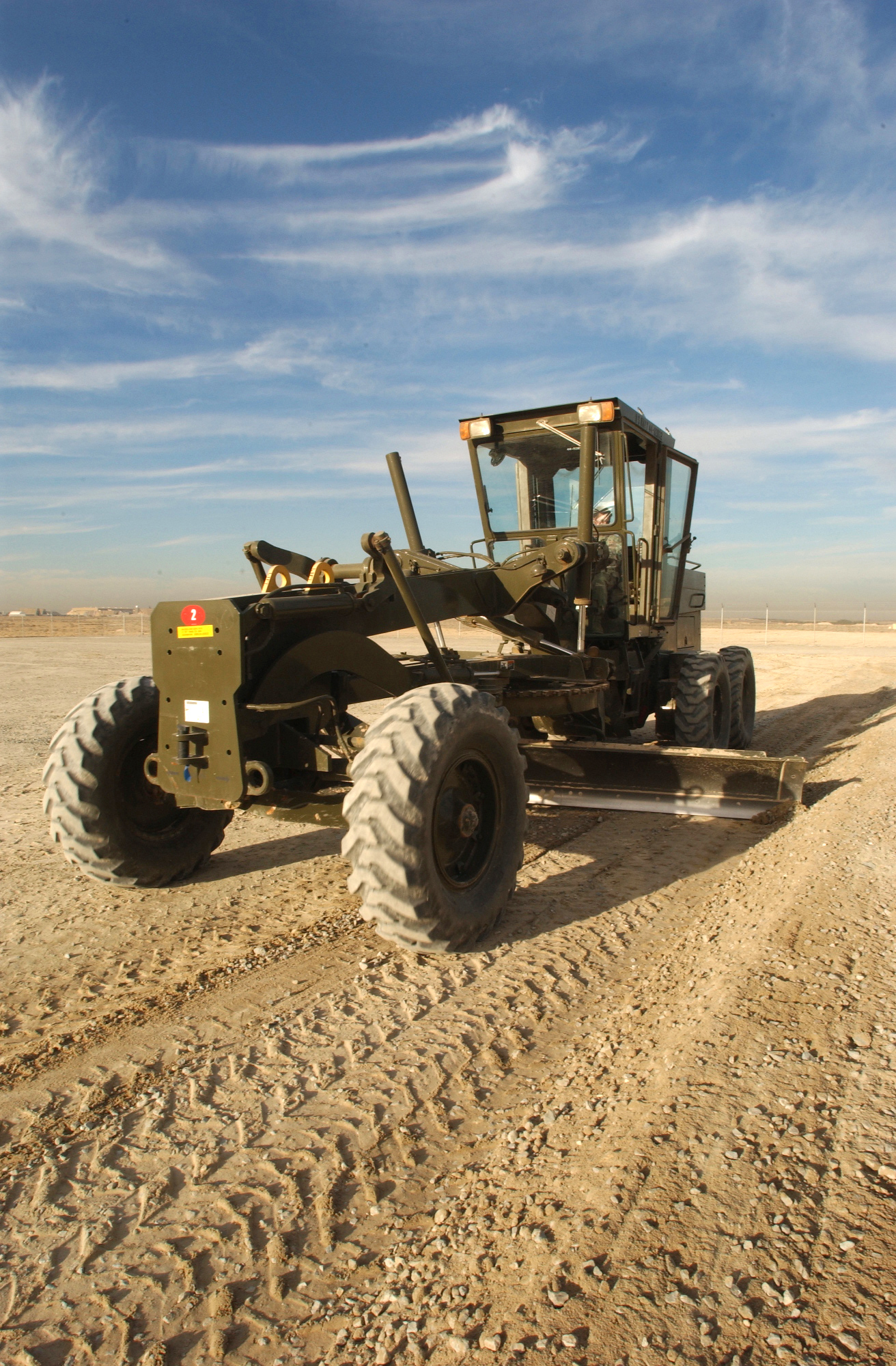
Moderne grader in gebruik bij het Amerikaanse leger.

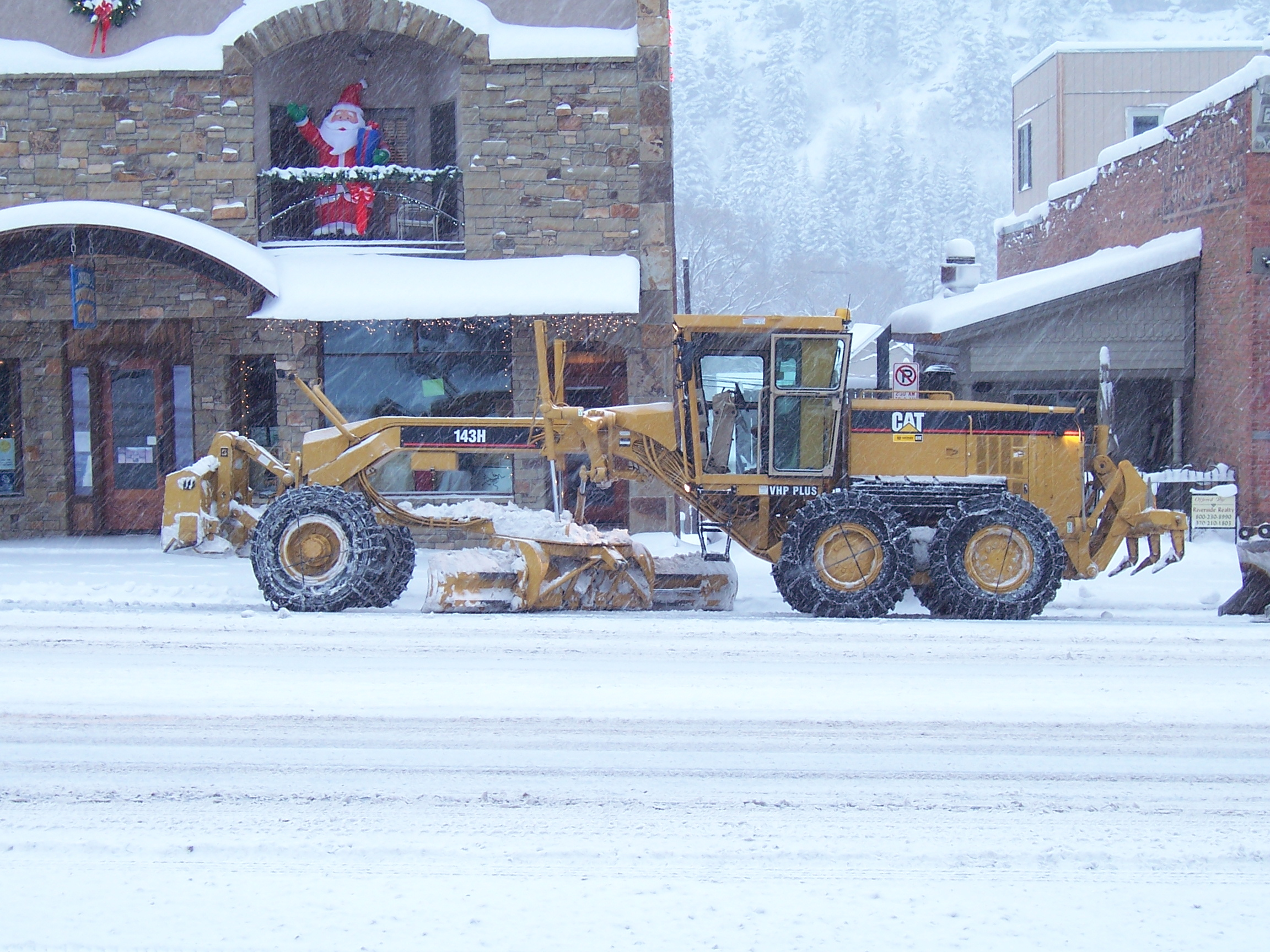
Een CAT 143h maakt een weg sneeuwvrij in Ouray, Colorado.

Een grader of wegschaaf is een grote gemotoriseerde machine die wordt ingezet voor het egaliseren van een oppervlak (bijvoorbeeld onderlagen van wegen of bouwterreinen). De meeste graders hebben drie assen waarvan twee achter en één voor. Soms komt het voor dat een grader maar twee assen heeft. Boven de achterste as of assen bevindt zich de motor en de cabine, en tussen de voorste en de achterste as of assen is een zwaar blad gemonteerd. Dit blad kan door middel van hydraulische cilinders verticaal bewegen zodat men de werkhoogte van het blad kan aanpassen. Het vermogen van graders varieert van 125 tot 500 pk.

## Werkzaamheden
Graders worden gebruikt om een oppervlakte te egaliseren. In de Verenigde Staten worden ze ook als sneeuwschuivers ingezet. Graders voeren nadat scrapers, bulldozers, shovels en andere bouwmachines het oppervlak van bijvoorbeeld  een cunet geëgaliseerd en verdicht hebben, alleen het fijne werk uit, dus de laatste bultjes, hoopjes en zakjes worden met de grader rechtgetrokken. Met een  grader wordt niet een enorme hoeveelheid kubieke meters aan grond verzet. Door een kleine laag vooruit te duwen vult de grader de gaatjes op en neemt hij de bergjes mee.

## Merken
De volgende merken graders zijn het meest bekend:
- HBM-Nobas
- Caterpillar
- Volvo
- Case
- Grove
- Hitachi
- Ingersoll-Rand
- Komatsu
- New Holland
- Terex
- Veekmas Oy

## Links
- Video's / Foto's Werk van een grader